# Oskar (riba)
Astronotus ocellatus je vrsta ribe iz porodice ciklida, poznata po mnogobrojnim imenima, kao što su Oskar, Tigrasti Oskar, Ljubičasti ciklid... Prirodno poreklo Oskara je Južna Amerika. Neke vrste Astronotus ocellatusa se mogu naći na ribljim pijacama lokalnih mesta Južne Amerike. Ima ih i u Kini, Austrliji i južnim delovima Severne Amerike. Pošto su malog i usporenog rasta, imaju potencijela u akvaristici, te su veoma popularne u akvarijumima širom sveta.
Oduvek je bio poznat po svojoj inteligenciji. Tokom kišne sezone, reke poplave golema područja na koja se premještaju i ribe. Mnoge od njih se u to vreme i mreste. Kada dođe sušno razdoblje, nastaju izolovane bare iz kojih se ribe ne mogu izvući. Jedina riba dovoljno inteligentna da pronađe put pre nego što bude kasno je naravno oskar. Oskar je predator i orijentisao se na lov manjih riba. Zbog toga on sve vreme proučava razne rupe i udubine kako bi pronašao ribu. Takvo ponašanje je moguće videti i u akvarijumu. Ovo nije riba za početnike. Mnogi ljudi ih donesu u zajednički akvarijum. Nakon nekog vremena u akvarijumu će ostati samo on - oskar.

### Taksonomija
Vrstu je prvobitno opisao Luis Agasiz 1831. godine, kao Lobotes ocellatus, jer je pogrešno mislio da je to vrsta morske ribe. Naknadnim istraživanjem je utvrđeno da je to ciklid. Ova vrsta je jos nazivana: Acara compressus, Acara hyposticta, Astronotus ocellatus zebra, Astronotus orbiculatus.

### Opis ribe
Oskari mogu da rastu i do 45 cm u dužinu i da budu teški do 1,6 kg. Oskari pronađeni u divljini su tamne boje sa vatreno narandžastim pegama u obliku prstena, kratkog lepezastog repa i velikim leđnim perajem. Oskar je u stanju da brzo promeni svoju boju. Ovo je osobina koja mu omogućava ritual borbenog i teritorijalnog ponašanja. Mladi Oskari imaju drugačiju boju od odraslih jedinki, oni su na belo-narandžaste pruge i sa primetno velikom glavom.

## Prirodno stanište
Oskar je poreklom iz Perua, Ekvadora, Brazila i Francuska Gvajane, mada se može naći i u Amazonskom basenu, tačnije u pritokama reke Amazon: Içá, Negro, Solimões i Ucayali. Staništi se u mirnoj ili sporo tekućoj slatkoj vodi, sklonište traži u obrušenim potonulim granama. Divlja populacija Oskara se može zateći u Kini, Severnoj Australiji i Floridi (SAD) kao posledica delovanja trgovina ukrasnih riba. Vrsta je ograničena u širenju populacije jer ne podnosi hladnu vodu, tako da oskar koji se zatekne u vodi hladnijoj od 12.9°C, umire.

## Polno razlikovanje
Iako je teško raspoznati Oskare po polovima, moguće je. Mužjaci rastu brže, a u nekim rodovima, mužjaci imaju tamne mrlje na osnovi leđne peraje. Oskari dostižu polnu zrelost sa oko godinu dana starosti i razmnožava se u narednih devet do deset godina. Učestalost i vreme mresta se mogu zavisiti od pojave kiše. Oskari su podložni menjanju partnera, mada informacije o njihovoj reprodukciji u divljini su retke i nekompletne.

## Hranjenje
Oskari u akvarijumu se mogu hraniti hranom pripremljenom za velike ribe mesojede, račićima, crvićima, insektima (muvama, skakavcima, leptirima). Mogu pojesti i male miševe, a i zrikavci su dobra živa hrana za oskare. Oni jedu i voće u divljini tako da se i to može koristiti kao hrana. U stvari, sve što padne u vodu, oskar bi to pojeo. Žive manje ribe se mogu dati oskaru, ali ne i zlatne ribice, one se u prodavnicama ljubimaca često nalaze u prljavim akvarijumima i tako prenesu bolesti oskarima. Većina riba koje pojedu u divljini su somovi. Da bi uhvatili plen koriste usisni sistem, a da bi ga privukli prave se mrtvi, kao da leže na strani i tada prilaze ribe lešinari i budu pojedeni... Oskar obožava da jede! Oskar iz akvarijuma kad vidi vlasnika kao da pleše pred staklom i to radi sve dok ne dobije hranu! Ova vrsta ima potrebu za vitaminom C i u nedostatku istog mogu biti podležni bolestima.

## Bolesti
Oskar je otporna i zdrava riba. prevencija je njemu dovoljna, što znači redovno menjanje vode i dobra filtracija. Jedina bolest kojoj je podložan su "rupe u glavi".

## Ribe koje možete staviti sa oskarima
Nemate mnogo izbora jer je oskar predator. Čistači kao sto su koridorci, gablec i slične ribe mogu sa njima jer su blago oklopljeni i sigurni od oskara. Gablec je najbolji izbor, jer je noćna riba, a i pomoći će oko problema sa algama. Oskari se dobro podnose sa ciklidima njihove veličine, ali ako ih ti ciklidi prerastu, mogu postati žrtve. Terpan takođe može da bude sa oskarima, pošto ima bodlje kojima se brani...

## Razmnožavanje
Teško, ali je moguće. Prvi problem je pronaći par. Mužjaci i ženke izgledaju identično. Najlakši način je da se pusti grupica mladih oskara (6-8) da se sami spare. Za to treba veliki akvarijum. Ako imamo par, potreban nam je veliki prazan akvarijum. U sredinu se postavi staklo ili još bolje pleksiglas koji odvaja ribe. Pleksiglas ne sme ići do dna nego mora ostati rupa od oko 1cm da voda cirkuliše a da se ribe ne mogu provući ispod. Ženka će polegnuti jaja što bliže mužjaku, a on će pustiti spermu koja će doprijeti do većine jajašca. Jaja su neobično bela tako da izgledaju kao da su se na njih uhvatile gljive. Do parenja može doći i u zajedničkom akvarijumu. Tada treba sve ostale stanovnike brzo premestiti. Mladi se izlegnu iz jaja za otprilike 4 dana. Kao i ostalu mlađ najbolje ih je hraniti sa artemijama (vodeni insekt). Za mlade se jednako brinu i otac i majka.

## Literatura
- Loiselle, Paul V. (1995). The Cichlid Aquarium. Germany: Tetra Press.  1-56465-146-0.
- Staeck, Wolfgang; Linke, Horst (1995). American Cichlids II: Large Cichlids: A Handbook for Their Identification, Care, and Breeding. Germany: Tetra Press.  1-56465-169-X.